# Philadelphia Toboggan Coasters
Philadelphia Toboggan Coasters, Inc. (kurz: PTC) ist einer der ältesten Achterbahnhersteller weltweit. Gegründet wurde das Unternehmen 1904 in Hatfield, Pennsylvania, USA, durch Henry Auchey und Chester Albright. Das Unternehmen stellte Karussells, Holzachterbahnen, Schlitten und Achterbahnzüge her.

## Geschichte
PTC baute und konstruierte Achterbahnen bis 1979, insgesamt baute die Firma 127 Achterbahnen. Bekannte Konstrukteure waren Joe McKee, John A. Miller, Herbert Schmeck, Frank Hoover, und John C. Allen. Als John Allen 1976 von seinem Posten als Geschäftsführer zurücktrat, wurde die Konstruktion von Achterbahnen eingestellt. Er arbeitete aber weiter an Achterbahnprojekten bis zum Ausstieg aus dem Achterbahngeschäft im Jahre 1979.

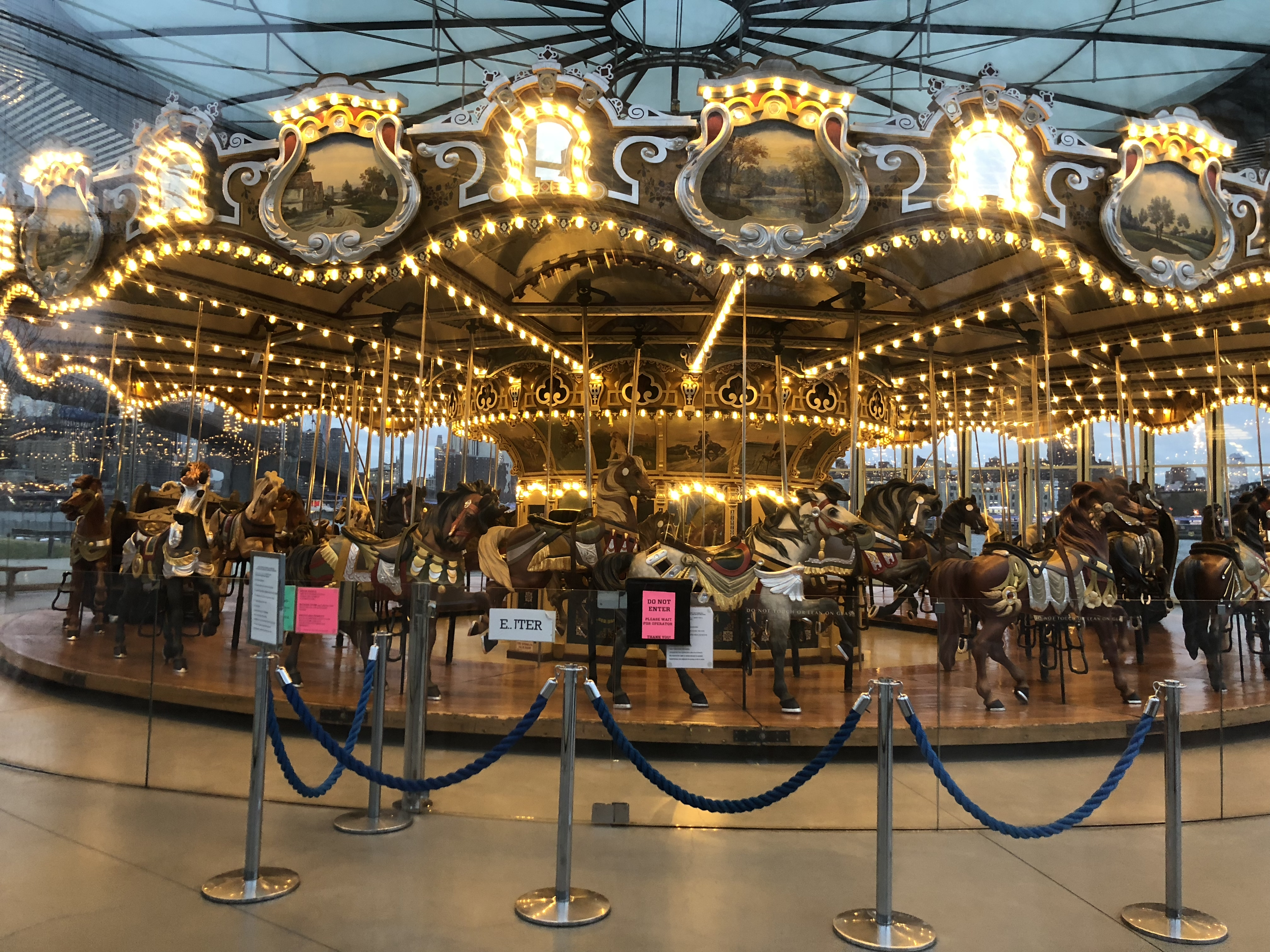
Jane’s Carousel

Die Firma stellte auch Karussells her, die bekannt waren für ihre aufwändigen Schnitzereien und Dekorationen. Führende Schnitzer waren Daniel Carl Muller, Leo Zoller, John Zalar und Frank Caretta. Ein bekanntes Karussell von PTC aus dem Jahr 1922 steht in New York am East River zwischen Manhattan Bridge und Brooklyn Bridge und nennt sich Jane´s Carousel.
Am 27. November 1991 kauften Tom Rebbie und Bill Dauphinee Philadelphia Toboggan Company vom früheren Eigentümer Sam High und gründeten kurze Zeit später die neue Firma Philadelphia Toboggan Coaster. Heute stellt die Firma Achterbahnzüge, Warteschlangentore und Schlussbremsen her.

## Bekannte Achterbahnen
| Name                             | Park                                     | Land                      | Öffnungsjahr | Schließungsjahr | Quellen |
| -------------------------------- | ---------------------------------------- | ------------------------- | ------------ | --------------- | ------- |
| Black Diamond Golden Nugget      | Knoebels Amusement Resort Dinosaur Beach | Vereinigte Staaten        | 2011 1960    | 1998            |         |
| Blue Streak                      | Cedar Point                              | Vereinigte Staaten        | 1964         |                 |         |
| Comet                            | Great Escape Crystal Beach               | Vereinigte Staaten Kanada | 1994 1948    | 1989            |         |
| Comet                            | Waldameer                                | Vereinigte Staaten        | 1951         |                 |         |
| Flyer Comet                      | Whalom Park                              | Vereinigte Staaten        | 1940         | 2000            |         |
| Great American Scream Machine    | Six Flags Over Georgia                   | Vereinigte Staaten        | 1973         |                 |         |
| Jack Rabbit                      | Clementon Park                           | Vereinigte Staaten        | 1919         | 2002            |         |
| Mighty Canadian Minebuster       | Canada’s Wonderland                      | Kanada                    | 1981         |                 |         |
| Mr. Twister                      | Elitch Gardens                           | Vereinigte Staaten        | 1965         | 1994            |         |
| Phoenix Rocket                   | Knoebels Amusement Resort Playland Park  | Vereinigte Staaten        | 1985 1948    | 1980            |         |
| Racer                            | Kings Island                             | Vereinigte Staaten        | 1972         |                 |         |
| Racer 75                         | Kings Dominion                           | Vereinigte Staaten        | 1975         |                 |         |
| Screamin’ Eagle                  | Six Flags St. Louis                      | Vereinigte Staaten        | 1976         |                 |         |
| Skyliner                         | Lakemont Park Roseland Park              | Vereinigte Staaten        | 1987 1960    | 1985            |         |
| Thunder Road                     | Carowinds                                | Vereinigte Staaten        | 1976         | 2015            |         |
| Thunderhawk                      | Dorney Park & Wildwater Kingdom          | Vereinigte Staaten        | 1924         |                 |         |
| Wildcat                          | Elitch Gardens                           | Vereinigte Staaten        | 1936         | 1994            |         |
| Wildcat                          | Idora Park                               | Vereinigte Staaten        | 1930         | 1984            |         |
| Wildcat                          | Lake Compounce                           | Vereinigte Staaten        | 1927         |                 |         |
| Yankee Cannonball Roller Coaster | Canobie Lake Park Lakewood Park          | Vereinigte Staaten        | 1936 1930    | 1935            |         |